# Андре Агассі
Андре́ Аґа́ссі (англ. Andre Agassi, *29 квітня 1970, Лас-Вегас) — колишній американський тенісист-професіонал вірмено-ассирійського походження. Найвищу одиночну позицію світового рейтингу — 1 місце досяг 10 квітня 1995, парну — 123 місце — 17 серпня 1992 року. Здобув 60 одиночних та 1 парний титул. Перемагав на турнірах Великого шлему в одиночному розряді. Завершив кар'єру 2006 року.

## Сім'я та дитячі роки
Андре Аґассі народився 29 квітня 1970 року в Лас-Вегасі (Невада), ставши четвертою і останньою дитиною в родині Еммануеля «Майка» Агассі та Елізабет Дадлі. Еммануель Аґассі — іранський, потім американський боксер, народився в Тегерані у вірменській сім'ї. Емануель взяв участь в Олімпійських іграх 1948 і 1952 років, де представляв Іран. Його батько, тесля Давид Агасян, народився в Києві й під час громадянської війни емігрував до Ірану, де, побоюючись турецьких погромів, змінив прізвище на менш помітне — Аґассі; мати Майка, Нунія, була вірменкою з Туреччини. Деякі джерела, крім вірменських, повідомляють про ассирійські або перські корені Аґассі, однак ні автобіографія самого Андре, ні автобіографія його батька не містять підтвердження цих теорій.
Еммануель Аґассі познайомився з тенісом і полюбив цю гру під час Другої світової війни, побачивши, як на кортах при церкві американської християнської місії грають американські і британські солдати. Один з них подарував хлопчикові його першу ракетку, яку той пізніше відвіз з собою до США.
У США, куди Аґассі емігрував наприкінці 1952 року, він зберіг своє захоплення тенісом, побудувавши ґрунтово-бетонний корт поруч з будинком в Лас-Веґасі, де жила його сім'я. Він займався тенісом з усіма своїми дітьми — доньками Ритою і Тамі, а також старшим сином Філіпом (у майбутньому Андре назве свою сім'ю «фон Траппами тенісу») — змалечку, але повною мірою успіхів досяг лише з молодшим. До народження Андре Майк замовив спеціальну іграшку для колиски — тенісний м'яч, що звисає з ракетки. Він сам розробив для сина розвивальні ігри, які, на його думку, повинні були дозволити йому надалі краще володіти ракеткою, а коли Андре почав ходити, Майк дав йому в руки ракетку і почав кидати йому м'ячі. До чотирьох років хлопчик засвоїв усі основні удари, а до шести вже був здатен відбивати будь-яку подачу батька. Пізніше Майк, який тренував усіх старших дітей за допомогою машини для подачі м'ячів, змушував молодшого сина відбивати по дві з половиною тисячі м'ячів на день. Майк організовував для нього зустрічі (а іноді й товариські ігри) зі знаменитими тенісистами минулого і сьогодення — Боббі Ріґґсом, Джиммі Коннорсом, Іліє Настасе, Б'єрном Боргом, Гаролдом Соломоном — і возив його (і двох старших дітей, Риту і Філа) на турніри в Солт-Лейк-Сіті і Х'юстоні, за сотні кілометрів від домівки, оскільки юніорських турнірів ближче не було.
У десять років Андре програв у другому колі юніорського чемпіонату США, в 11 років — у півфіналі. У 13 років батько відправив його до знаменитої тенісної академії Ніка Боллетьєрі в Брейдентоні (Флорида). Майк, вже трохи знайомий з Боллетьєрі з 60-х років, коли той ще був тренером-початківцем, вирішив так, подивившись телепередачу про успіхи вихованців його академії і дослухавшись поради батька одного з її найкращих тодішніх учнів — Аарона Крікстейна. У підсумку Боллетьєрі не лише надав Андре безкоштовне місце в академії, а й залишався його тренером аж до 1993 року. Новий тренер перебудував гру хлопчика: якщо батько вчив його за першої нагоди йти до сітки, то в академії з нього зробили надійного гравця задньої лінії.

## Професійна кар'єра гравця

### Шлях до тенісної еліти (1986—1988)
У 14 років Андре Аґассі виборов свій перший національний титул, ставши чемпіоном США в приміщеннях серед юнаків (до 16 років) і вже до 15 років серйозно планував професійну кар'єру. Як професіонал Андре почав виступати в неповні 16 років, у лютому 1986 року, коли взяв участь в турнірі Гран-прі в містечку Ла-Квінта (Каліфорнія). У першому ж матчі він здобув перемогу над своїм співвітчизником Джоном Остіном 6-4, 6-2, а в другому програв провідному шведському тенісистові Матсові Віландеру, на той момент третьому в рейтингу ATP. Наступний професійний турнір він провів лише в липні, дійшовши до фіналу на турнірі класу «челенджер» в Скенектаді (штат Нью-Йорк). Посідаючи в рейтингу 310-й рядок, він обіграв чотирьох суперників, які перебували вище за нього в рейтингу, поступившись у фіналі 33-й ракетці світу Рамешеві Крішнану. У серпні він вже завдав поразки супернику зі світової тенісної еліти — який перебував на 12-му місці в рейтингу Тімові Майотту — перед тим як програти колишній першій ракетці світу Джонові Макінрою. Того самого року Агассі вперше виступив на турнірі Великого шлему — Відкритому чемпіонаті США, але в першому ж колі програв ще одному американцеві Джеремі Бейтсу. Тенісний рік Андре закінчив уже в першій сотні найсильніших тенісистів світу (91-ше місце).
У квітні 1987 року Агассі дійшов до першого в кар'єрі фіналу турніру Гран-прі. Це сталося на Відкритому чемпіонаті Сеула, де, бувши посіяний восьмим, він у чвертьфіналі помстився торішньому кривдникові Крішнану — першій ракетці турніру, але в трисетовому фіналі все-таки не зміг встояти проти досвідченішого Джима Грабба. На початку серпня на турнірі Гран-прі в Страттон-Маунтін (Вермонт) він завдав першої за кар'єру поразки суперникові з першої десятки світового рейтингу — австралійцеві Петові Кешу, але в півфіналі його зупинив Іван Лендл — на той момент перша ракетка світу. Втім, юний американець зумів взяти сет у поважного суперника, закінчивши гру з рахунком 2-6, 7-5, 3-6. На своєму останньому турнірі сезону — Відкритому чемпіонаті Південної Америки в Ітапариці (Бразилія) — Андре був посіяний восьмим. У чвертьфіналі та півфіналі він послідовно обіграв суперників, посіяних під другим і третім номерами, а у фіналі переміг Луїса Маттара, одного з господарів корту, і здобув перший в житті титул на професійному турнірі. До кінця року, ще навіть не досягнувши 18-річного віку, він вже посідав у рейтингу 25-те місце.
Справжній прорив на початку кар'єри Агассі відбувся 1988 року. За той рік Андре виграв 6 турнірів Гран-прі (перший з яких — вже в лютому), а також дійшов до півфіналу відразу на двох турнірах Великого шлему. На Відкритому чемпіонаті Франції він у півфіналі програв у п'яти сетах майбутньому переможцю Матсу Віландеру, на той момент третьому в рейтингу, а на Відкритому чемпіонаті США в чотирьох сетах Іванові Лендлу, який все ще очолював рейтинг АТР. Вже у квітні його запросили до складу збірної США на матчі Кубка Девіса. Він допоміг команді перемогти в півфіналі турніру I Американської групи збірну Перу, а потім у фіналі аргентинців і повернутися на майбутній рік до Світової групи — найвищого дивізіону змагань. Підсумком сезону став високий як для вісімнадцятирічного спортсмена третій рядок у рейтингу, хоча на турнірі Мастерс — підсумковому змаганні року серед найкращих тенісистів світу — він програв на груповому етапі не лише Лендлу, а й швейцарцеві Гласеку, який посідав восьме місце в рейтингу, і не вийшов до півфіналу. До кінця 1988 року Агассі заробив уже понад два мільйони доларів, зігравши тільки 43 турніри з початку кар'єри — менше, ніж будь-який спортсмен в історії тенісу, і встановив рекорд за кількістю матчів, які виграв поспіль тінейджер (побитий 17 років по тому Рафаелем Надалем). За підсумками цього сезону йому вручили нагороду ATP у номінації «Прогрес року». При цьому його пристрасть до шоу і явне прагнення не просто виграти, але й розважити глядачів часом виходили за межі, викликаючи роздратування колег. Такий випадок, зокрема, стався в матчі Кубка Девіса проти збірної Аргентини, коли Агассі, граючи з Мартіном Хайте, демонстративно зловив поданий м'яч, ніби показуючи, що віддає йому гейм з милосердя.

### У пошуках найвищих титулів: два Кубки Девіса і перший титул Великого шлему (1989—1992)
У порівнянні з 1988 роком наступний сезон склався для Агассі менш успішно. У його доробку за 1989 рік був лише один титул (на турнірі в Орландо) і один вихід до фіналу — на Відкритому чемпіонаті Італії, де його обіграв аргентинець Альберто Манчіні, який посідав істотно нижче місце в рейтингу. У півфінальному матчі Кубка Девіса проти збірної ФРН він програв не лише Борисові Бекеру (в грі з яким вів 2:0 по сетах і 5-4 у третьому сеті), але й менш іменитому Карлові-Уве Штебу. Найбільшим успіхом у сезоні був вихід, як і рік тому, до півфіналу Відкритого чемпіонату США, де знову поперек дороги до фіналу йому став Іван Лендл. Після цього Агассі оголосив, що не збирається брати участь у турнірі в Лос-Анджелесі, який мав відбутися через два тижні, однак Чоловіча тенісна рада (організація, яка тоді проводила тур Гран-прі) вже оголосила про його участь. Хоч Агассі й заявив, що в півфінальному матчі проти Лендла зазнав розтягнення в паху, однак мусив через тиждень зіграти на виставковому турнірі у Флориді, який проводив один з його основних спонсорів — корпорація DuPont. На цьому турнірі Агассі в першому колі зустрічався з хворим на грип Тімом Вілкінсоном, і, зрозумівши, що переконливо програти не зможе, за рахунку 1:0 по сетах і 3-1 на свою користь у другому сеті раптом демонстративно зашкутильгав і здав гру; наступного дня він оголосив, що через розтягнення не зможе грати в Лос-Анджелесі. Попри спад у результатах, Агассі вдалося зберегти за собою місце досить високе, щоб наприкінці року знову взяти участь у турнірі Мастерс.
1990 року Агассі знову повернувся в гарну форму. Він виграв, зокрема, турнір найвищої категорії в Кі-Біскейні після перемоги у фіналі над третьою ракеткою світу Стефаном Едбергом; напередодні Кі-Біскейна ці ж гравці зустрілись у фіналі турніру найвищої категорії в Індіан-Веллс, де Агассі, обігравши в півфіналі Бекера, який посідав друге місце в рейтингу, з Едбергом не впорався. Потім Агассі вперше в кар'єрі дійшов до фіналу турніру Великого шлему: на Відкритому чемпіонаті Франції сіяний під третім номером Андре у фіналі поступився майстрові гри на ґрунтових кортах еквадорцеві Андресові Гомесу з рахунком 3-6, 6-2, 4-6, 4-6. Через три місяці Агассі вдруге за сезон грав у фіналі турніру Великого шлему. У США у фіналі йому протистояв ще молодший (1971 року народження) американець Піт Сампрас. Хоча Агассі був на той момент четвертою ракеткою світу, а Сампрас лише дванадцятою, Андре не зміг нічого протиставити грі Піта і програв у трьох сетах 4-6, 3-6, 2-6. Втім, на чемпіонаті світу ATP (як відтоді називався турнір Мастерс) Агассі зумів переломити тенденцію поразок у фіналах найбільших змагань. Поступившись на груповому етапі Едбергу, який на той момент очолив рейтинг, він зумів узяти гору над Сампрасом та іспанцем Еміліо Санчесом, у півфіналі переграв другу ракетку світу Бориса Бекера, а у фіналі помстився Едбергу за нещодавню поразку, перемігши його з рахунком 5-7, 7-6, 7-5, 6-2.
На початку сезону Агассі опинився в центрі конфлікту з керівництвом американської збірної в Кубку Девіса: тренер збірної Том Горман виступив проти того, щоб збірну на березневий матч з командою Чехословаччини супроводжувала звична група підтримки Агассі, оскільки, на його думку, вона лише відволікала увагу тенісиста від гри. У відповідь Агассі і сам відмовився взяти участь у матчі й публічно зажадав відставки Гормана, який, за його словами, був «виконавцем, а не лідером». Замість Агассі до Праги поїхав Аарон Крікстейн, який виграв там дві особисті зустрічі, але потім Девід Маркін, голова USTA, усунув Гормана від формування складу збірної, по суті взявши на себе функції капітана, і забезпечив участь Агассі в наступних матчах. У підсумку Агассі взяв участь у матчах збірної на вирішальних етапах, здобувши з нею перший в кар'єрі Кубок Девіса. І в півфіналі, і у фіналі він здобув по одній перемозі і зазнав по одній поразці (від Томаса Мустера на ґрунтових кортах в Австрії і від австралійця Даррена Кейгілла в четвертій зустрічі фіналу, яка вже нічого не вирішувала після того, як американці виграли всі три перші зустрічі, а заразом і матч). Під час зустрічі з Кейгіллом він відмовився продовжувати гру після першого програного сету, скаржачись на травму в паху, і після цього пропустив Кубок Великого шлему що проводився під егідою ITF, де повинен був виступати як фіналіст Відкритих чемпіонатів Франції і США. Міжнародна федерація спочатку мала намір позбавити його права на виступ у Відкритому чемпіонаті Франції наступного року, але в підсумку обмежилася штрафом.
1991 року Агассі вдруге поспіль вийшов до фіналу Відкритого чемпіонату Франції. Бувши четвертим сіяним, він обіграв у півфіналі Бекера, який посідав у рейтингу друге місце, але і цього разу не зміг вибороти титул, у п'ятисетовому фіналі програвши ще одному молодому американцеві — дев'ятій ракетці світу Джимові Кур'є — 6-3, 4-6, 6-2, 1-6, 4-6. Того самого року він вперше після 1987 року взяв участь у турнірі Вімблдону і, на відміну від минулого свого візиту, який завершився вже у першому колі, дійшов до чвертьфіналу, показавши, що трав'яні корти не становлять для нього нездоланної перешкоди. Зі збірною він знову дістався до фіналу Кубка Девіса і у фіналі на килимовому покритті Ліона приніс американцям очко в першій зустрічі з командою Франції, перегравши Гі Форже, але після цього його товариші по команді — Піт Сампрас, Кен Флек і Роберт Сегусо — програли три гри поспіль, віддавши здобутий минулого року кубок господарям корту.
1992 року на Відкритому чемпіонаті Франції Агассі, який тимчасово опустився у світовій тенісній ієрархії до 12-го місця, зробив невеликий крок назад порівняно з двома попередніми спробами, програвши у півфіналі Кур'є, який на той момент очолив рейтинг. Проте, менш ніж через місяць на газонах Вімблдону, яких він до цього кілька років уникав, він не лише вийшов до фіналу, але й досяг нарешті своєї першої перемоги на турнірі Великого шлему. Перемігши по дорозі двох багаторазових чемпіонів Вімблдону — Бориса Бекера і Джона Макінроя, — у вирішальному матчі Андре переграв посіяного під восьмим номером хорвата Горана Иванишевича з рахунком 6-7, 6-4, 6-4, 1-6, 6-4. У тому сезоні Андре переміг ще на двох турнірах, в Атланті і Торонто, довівши свій послужний список до 17 перемог на турнірах ATP. 1992 рік став для нього також найуспішнішим за всю кар'єру в парному розряді: об'єднавши зусилля з ветераном парних поєдинків Джоном Макінроєм, він спочатку дійшов до чвертьфіналу Відкритого чемпіонату Франції, а потім до фіналу Відкритого чемпіонату Канади. Хоча його єдиний парний титул був ще попереду, саме 1992 року він посів найвище в кар'єрі місце в рейтингу парних гравців. На кінець сезону Агассі вдруге в кар'єрі в складі збірної США здобув Кубок Девіса, принісши команді п'ять очок в трьох матчах (остання гра сезону — у фіналі зі швейцарцем Марком Россе — не знадобилася, оскільки американці виграли матч достроково).

### Падіння і злети в середині кар'єри (1993—1997)
Сезон 1993 року виявився для Агассі зіпсованим спочатку через бронхіт, який змусив його пропустити Відкритий чемпіонат Австралії, а потім через розвинений тендиніт правої кисті, тож закінчив його американець за межами першої двадцятки рейтингу. На думку його батька, Андре просто взяв у тому сезоні тайм-аут і розслабився після перемог 1992 року. Попри це, він дійшов до чвертьфіналу на Вімблдоні, де програв посіяному першим Сампрасу, виграв за рік два турніри в одиночному розряді (в Сан-Франциско і Скоттсдейлі), а також єдиний у своїй кар'єрі турнір ATP в парному розряді — турнір найвищої категорії в Цинциннаті. Разом з Петром Кордою він спочатку переміг в півфіналі одну з найкращих пар світу Патрік Макінрой — Річі Ренеберг, а в фіналі з рахунком 7-6, 6-4 обіграно шведську пару Генрік Гольм — Стефан Едберг. У тому сезоні Нік Боллетьєрі, який тренував Андре впродовж десяти років, оголосив про закінчення співробітництва, мотивуючи це тим, що його вихованець не готовий на 100 % сконцентруватися на тренуваннях. В останній декаді грудня Агассі переніс операцію, яка змусила його ще на рік відкласти свій перший візит на Відкритий чемпіонат Австралії — єдиний турнір Великого шлему, в якому він ще не брав участи.
1994 року, впоравшись з травмами, Агассі повернувся в оптимальну форму і навесні почав тренуватися в призера Олімпіади 1988 року Бреда Гілберта. З-поміж 19-ти турнірів, проведених за рік, він переміг у п'яти. Вже у лютому Андре виграв другий поспіль титул в Скоттсдейлі, а через два тижні після перемоги над Едбергом дійшов до фіналу супертурніру в Маямі, де програв Сампрасу. Утім основні успіхи припали на другу половину року, коли він виграв чотири турніри, зокрема два найвищої категорії (в Торонто і Парижі) і другий за кар'єру турнір Великого шлему — цього разу Відкритий чемпіонат США. Посідаючи в рейтингу лише 20-ту сходинку, по дорозі обігравши двох суперників з першої десятки (Майкла Чанга і Тодда Мартіна), у фінальному матчі з рахунком 6-1, 7-6, 7-5 він переміг німця Міхаеля Штіха. У Відні він обіграв Іванишевича, що посідав у рейтингу другу позицію, і знову Штіха, який перебував на третьому місці, а в Парижі — Сампраса, який очолював рейтинг. Рік Андре закінчив уже на другій сходинці в рейтингу.
1995 року Агассі вперше з'явився на Відкритому чемпіонаті Австралії. Не віддавши по дорозі жодного сету своїм суперникам, він вийшов до фіналу, де на нього чекав знайомий суперник — перша ракетка світу Піт Сампрас. Цього разу успіху досягнув Андре. Вигравши з рахунком 4-6, 6-1, 7-6, 6-4, він домігся рідкісного результату — виграв турнір Великого шлему в перший рік участи в ньому. Вигравши після Відкритого чемпіонату Австралії турніри в Сан-Хосе та Маямі і програвши Сампрасу у фіналі турніру найвищої категорії в Індіан-Уеллсі, 10 квітня 1995 року Агассі став дванадцятим за історію тенісистом, який очолив рейтинг АТР в одиночному розряді. Перше місце в рейтингу він утримував до жовтня 1995 року, попри поразки у чвертьфіналі Відкритого чемпіонату Франції та півфіналі Вімблдонського турніру. Між Вімблдоном і Відкритим чемпіонатом США він виграв чотири турніри поспіль, зокрема турніри найвищої категорії в Монреалі (де у фіналі знову переміг Сампраса) та Цинциннаті. На Відкритому чемпіонаті США Агассі і Сампрас вчетверте за сезон зійшлися у фіналі, причому вже вдруге — у фіналі турніру Великого шлему. Піт, як і у фіналі того ж турніру п'ятьма роками раніше, знову зумів перемогти — 6-4, 6-3, 4-6, 7-5, що дозволило йому до кінця року змістити Андре з першої позиції в рейтингу, і той удруге поспіль завершив рік на другій сходинці. Змагаючись один проти одного в індивідуальних турнірах, Андре і Піт разом виступали за збірну в Кубку Девіса. Першій та другій ракеткам світу було не складно обіграти в чвертьфіналі італійців, а в півфіналі взяти гору над шведами (Агассі зіграв у цьому матчі одну гру, перемігши знаменитість минулого десятиліття Матса Віландера). Однак у фіналі Андре не судилося зіграти: під час матчу зі шведами він травмував грудні м'язи, а потім посилив травму на жовтневому турнірі в Ессені й пропустив залишок сезону, тож американцям довелося здобувати в Москві свій третій Кубок Девіса за шість років без нього.

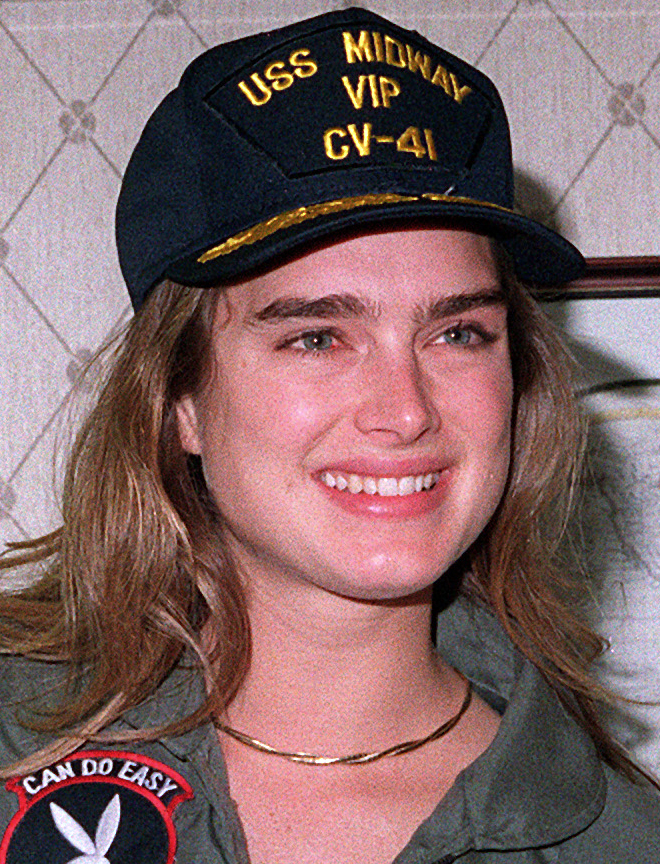
Брук Шилдс — перша дружина Андре Агассі

Не особливо вдало провівши першу половину сезону 1996 року (один виграний турнір у Маямі втретє за кар'єру, — поразка в півфіналі Відкритого чемпіонату Австралії від Чанга і ранні програші на «Ролан Гаррос» і Вімблдоні, де його в першому ж колі обіграв суперник з третьої сотні рейтингу), Агассі потім вписав себе в історію спорту, ставши Олімпійським чемпіоном з тенісу. У фіналі XXVI літніх Олімпійських ігор в Атланті Андре розгромив іспанця Серхі Бругеру 6-2, 6-3, 6-1. Одразу після цього він удруге за кар'єру переміг у Цинциннаті, але на Відкритому чемпіонаті США зупинився у півфіналі, причому каменем спотикання знову став Чанг.
Найважчий за кар'єру тенісиста спад відбувся 1997 року. До квітневого матчу Кубка Девіса проти команди Нідерландів він підійшов після п'яти поразок поспіль, здобувши від початку сезону лише три перемоги і скотившись за межі Топ-20 рейтингу. Попри дві перемоги в Кубку Девіса, криза на цьому не закінчилася: з квітня по серпень Андре не зіграв у жодному турнірі Великого шлему і не виграв жодного матчу в турнірах АТР, переламавши тенденцію тільки в другій декаді серпня в Цинциннаті. До кінця сезону він так і не переміг на жодному турнірі ATP (на його рахунку лише одна перемога під кінець року в турнірі серії «челленджер», до якого він підійшов на 122-му місці в рейтингу). Багато хто пов'язував це з особистими або сімейними обставинами, адже саме того року Андре одружився з кіноакторкою і моделлю Брук Шилдс; утім, сам тенісист відкидав ці припущення. Найневдаліший рік у своїй професійній кар'єрі Андре завершив на 110-му місці. Такого низького місця він не посідав навіть у дебютний рік, коли йому було лише 16 років.

### Знову на вершині (1998—2003)
1998 року гра Агассі знову налагодилася. Хоча він і не досяг особливих успіхів на турнірах Великого шлему, але йому вдалося перемогти на п'яти турнірах нижчого рангу і ще на п'яти вийти до фіналу — зокрема на Кубку Великого шлему, підсумковому турнірі року за версією Міжнародної федерації тенісу (ITF). За сезон він сім разів обіграв суперників з першої десятки рейтингу, зокрема переміг у Торонто Сампраса, який його очолював, і зрештою зміг стати шостим за підсумками року, піднявшись за сезон більш ніж на 100 позицій у рейтингу.
Одним з найбільш значущих сезонів у кар'єрі Андре Агассі став наступний, 1999 рік. 24 травня, поступаючись 0-2 за сетами у фіналі Відкритого чемпіонату Франції проти Андрія Медведєва, Агассі зміг переламати хід матчу і виграти четвертий у кар'єрі титул на турнірі Великого шлему — 1-6, 2-6, 6-4, 6-3, 6-4. Ця перемога стала історичною — Агассі п'ятим в історії тенісу зміг домогтися перемоги на всіх турнірах Великого шлему в чоловічому одиночному розряді. Разом з виграною 1996 року Олімпіадою це означало також, що він став першим в історії володарем так званого кар'єрного «Золотого шлему» у чоловічому одиночному розряді. Наступний фінал Великого шлему Андре провів проти Піта Сампраса на Вімблдоні, але вчергове програв — 3-6, 4-6, 5-7. На Відкритому чемпіонаті США 1999 року він вийшов у третій поспіль фінал турніру Великого шлему і у виснажливому вирішальному матчі переміг американця Тодда Мартіна 6-4, 6-7, 6-7, 6-3, 6-2. Крім цього, перемігши 1999 року на турнірах в Гонконзі, Вашингтоні, Парижі та дійшовши до фіналу чемпіонату світу АТР, Агассі повернув собі звання першої ракетки світу і вперше завершив сезон у цій ролі. Того самого року закінчився його шлюб з Брук Шилдс — він подав документи на розлучення незадовго до другої річниці їхнього весілля й невдовзі тісно зійшовся зі Штеффі Граф, яка закінчувала ігрову кар'єру.
Сезон 2000 року розпочався для Агассі успішно. У четвертому поспіль фіналі турнірів Великого шлему (на Відкритому чемпіонаті Австралії) він переграв росіянина Євгена Кафельникова 3-6, 6-3, 6-2, 6-4 і виборов другий за кар'єру титул на цьому турнірі і шостий загалом титул на турнірах цього рівня. У серії фіналів, що розпочалася на Відкритому чемпіонаті Франції 1999 року, це була третя перемога з чотирьох можливих. Після дворічної перерви він знову був запрошений у збірну США і зробив вирішальний внесок у її перемоги в першому колі Світової групи над командою Зімбабве і в чвертьфіналі над чехами, перемігши в усіх чотирьох своїх зустрічах. Однак, подальші результати були не такими високими. Американець програв на Відкритому чемпіонаті Франції вже у другому колі сороковій ракетці світу Каролеві Кучері, на Вімблдоні — у півфіналі колишньому суперникові в боротьбі за титул першої ракетки світу Патрікові Рафтеру, який на той момент посідав місце лише у третій десятці рейтингу, а на Відкритому чемпіонаті США — знову у другому колі, 37-й ракетці світу Арно Клеману. За винятком Австралії, він лише двічі за сезон дістався до фіналу — щоправда, одним з цих турнірів був Кубок Мастерс (нова назва підсумкового турніру сезону). Здобувши чотири перемоги поспіль, зокрема над новим лідером рейтингу Маратом Сафіним, Андре поступився у фіналі другій ракетці світу — бразильцеві Густаво Куертену, якого переміг був на груповому етапі.
На початку 2001 року Агассі вдруге поспіль і втретє за кар'єру виграв Відкритий чемпіонат Австралії, взявши гору у фіналі над Арно Клеманом — своїм кривдником на нещодавньому Відкритому чемпіонаті США. Того самого року він, крім перемоги в Австралії, домігся успіху на двох турнірах АТР-туру вищої категорії (Мастерс) — в Індіан-Уэллз (вперше за 15 років) та в Маямі, — а також на турнірі в Лос-Анджелесі, де у півфіналі переміг Куертена, який на той момент очолив рейтинг, а у фіналі Сампраса. Піта він у тому сезоні переміг ще раз — в Індіан-Уэллз, але у чвертьфіналі Відкритого чемпіонаті США їхнє протистояння традиційно закінчилося на користь Сампраса, причому в кожному з сетів цього матчу вічних суперників жоден з них ні разу не віддав своєї подачі і всі сети закінчилися тай-брейком: 7-6, 6-7, 6-7, 6-7. На Відкритому чемпіонаті Франції Андре також дійшов до чвертьфіналу, а на Вімблдоні до півфіналу і завершив рік на третьому місці в рейтингу, ставши в 31 рік найстаршим від 1984 року гравцем в першій трійці рейтингу (у 1984 році Джиммі Коннорс підійнявся до другого місця). 22 жовтня 2001 року в Лас-Вегасі Андре одружився зі Штеффі Граф. 27 жовтня в них народився син Джейден Гіл, а 3 жовтня 2003 року — дочка Джаз Елі (англ. Jaz Elle).
2002 року Агассі вдруге змінив тренера, розлучившись з Бредом Гілбертом на прохання останнього після восьми років спільної роботи. Відтоді з ним працював австралієць Даррен Кейгілл — колишній тренер Ллейтона Г'юїтта, який у минулому, як і Гілберт, змагався з Андре на корті. Перемігши вчетверте на турнірі в американському Скоттсдейлі, 4 березня 2002 року Андре здобув свій 50-й титул на турнірах ATP в одиночному розряді. Загалом за рік він додав до своєї колекції п'ять титулів, у зокрема три — на турнірах серії Мастерс у Маямі, Римі та Мадриді. Більше за нього в тому сезоні не вигравав ніхто, а зрівнявся з ним титулами лише новий лідер рейтингу — колишній вихованець його нового тренера Ллейтон Г'юїтт. Програвши Г'юїтту дві перші зустрічі в сезоні, Агассі взяв над ним гору в півфіналі Відкритого чемпіонату США, але у фіналі — п'ятому за ліком на турнірах Великого шлему проти Піта Сампраса — зазнав чергової поразки з рахунком 3-6, 4-6, 7-5, 4-6. Втім, 2002 рік Агассі завершив на другому місці в рейтингу, ставши найстаршим в історії тенісистом, якому це вдалося.
За перші чотири місяці 2003 року Андре виграв чотири турніри, зокрема свій четвертий титул на Відкритому чемпіонаті Австралії (обігравши у фіналі німецького тенісиста Райнера Шуттлера 6-2, 6-2, 6-1) і шостий — на турнірі «Мастерс» у Маямі. У травні, коли Андре виповнилося 33 роки і 13 днів, він став найстаршим в історії рейтингу АТР гравцем, який підійнявся на першу сходинку. Агассі утримував це лідерство впродовж 14 тижнів — аж до поразки від Хуана Карлоса Ферреро в півфіналі Відкритого чемпіонату США. На менш зручних для нього ґрунтових і трав'яних кортах «Ролан Гаррос» і Вімблдону Андре дійшов відповідно до чвертьфіналу і до четвертого кола. Після Відкритого чемпіонату США він зіграв до кінця року лише один турнір — Кубок Мастерс — і дістався до фіналу, обігравши під час нього трьох суперників і двічі (в групі та у фіналі) поступившись новій висхідній зірці — Роджерові Федереру. Він завершив рік у п'ятірці найсильніших, ставши найстаршим тенісистом, якому це вдавалося від 1987 року, коли аналогічного успіху домігся Джиммі Коннорс. На той момент інші його однолітки, які представляли США на першій сходинці рейтингу — Джим Кур'є і Піт Сампрас, встигли завершити ігрову кар'єру, як і молодший Майкл Чанг.

### Останні роки кар'єри (2004—2006)

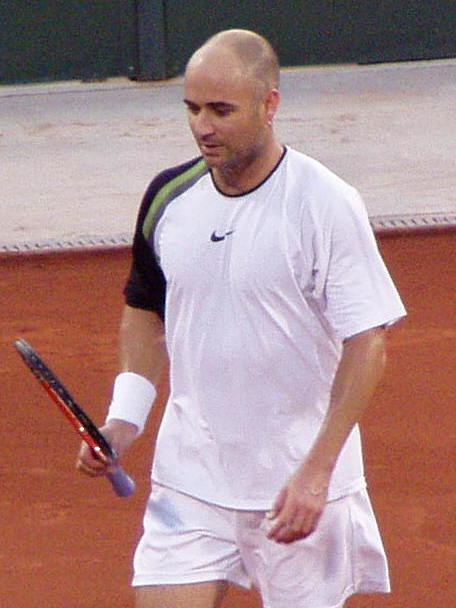
Агассі на чемпіонаті США на ґрунтових кортах 2005 року

На початку 2004 року Агассі пробився до півфіналу Відкритого чемпіонату Австралії і турніру Мастерс в Індіан-Веллсі, але отримана навесні травма стегна призвела до трьох поразок поспіль, зокрема на Відкритому чемпіонаті Франції, і до відмови від участи у Вімблдоні. Втім, опісля 34-річний ветеран виграв турнір у Цинциннаті, обігравши під час нього трьох колишніх перших ракеток світу, які все ще перебували в першій десятці рейтингу — Карлоса Мойю, Енді Роддіка і Ллейтона Г'юїтта. Фінішувавши в десятці найсильніших у 15-й раз за 19 років, він і за цим показником став найстаршим тенісистом після Коннорса, який у 36 років потрапив до Top-10 в 1988 році.
Прощальний матч Андре в рамках Кубка Девіса відбувся в березні 2005 року, коли він програв Іванові Любичичу (який у тому сезоні на піку форми виграв 11 своїх зустрічей у Кубку Девіса з 12). У серпні, вчетверте перемігши в Лос-Анджелесі, Агассі виборов свій останній, 60-й титул у професійній кар'єрі. 12 вересня 2005 року на Відкритому чемпіонаті США Агассі провів свій останній фінал турніру Великого шлему. У фіналі він програв Роджерові Федереру, який вже очолив рейтинг, з рахунком 3-6, 6-2, 6-7, 1-6. У 35 років Агассі став найстарішим фіналістом турніру Великого шлему від 1974 року, коли до фіналу пробився 39-річний Кен Роузволл. За підсумками сезону він у 16-й раз опинився в десятці найсильніших, зрівнявшись за цим показником з Коннорсом.
25 червня 2006 року Агассі, який пропустив більшу частину сезону через травми спочатку лівої щиколотки, а потім спини, оголосив про завершення ігрової кар'єри і про те, що його останнім турніром стане Відкритий чемпіонат США. Напередодні Відкритого чемпіонату США він взяв участь в турнірі АТР у Вашингтоні, але програв вже у першому колі, після чого через загострення травми знову пропустив турніри Мастерс в Торонто та Цинциннаті, і на Флешинг Медоуз вперше з 1997 року виступав несіяним. Перший матч на Відкритому чемпіонаті США Андре провів проти румуна Андрея Павела і переміг у чотирьох сетах. Наступним суперником став посіяний восьмим Маркос Багдатіс, і багато хто передрікав, що це буде останній матч Агассі в кар'єрі. Однак 36-річний ветеран здійснив сенсацію, обіграв кіпріота в п'яти сетах 6-4, 6-4, 3-6, 5-7, 7-5 і вийшов до третього раунду. 3 вересня 2006 року в третьому раунді Відкритого чемпіонату США Агассі зіграв свій останній матч у кар'єрі проти німця Бенжаміна Бекера, який пробився крізь сито кваліфікації. Програвши в чотирьох сетах, Андре не зміг стримати емоцій і сліз, його проводжали стоячи усі відвідувачі турніру, на цьому та інших кортах, до яких він звернувся зі словами подяки.

## Стиль гри
У своїй автобіографії Андре Агассі згадує, що на ранньому етапі його навчання батько постійно вимагав від нього двох речей: бити по м'ячу сильніше і раніше. Сам Майк Агассі згадує, яке враження справляли на нього ранні удари з відскоку — перед тим, як м'яч почне знову опускатися — у таких майстрів, як Бйорн Борг та Іван Лендл. Він зазначає, що такі удари неодмінно спантеличували їхніх суперників. У підсумку він зумів виробити у сина унікальну швидкісну манеру гри: за описом спортивного журналіста й історика тенісу Бада Коллінза, Агассі бив по м'ячу так рано, що здавалося, ніби він грає в пінг-понг.

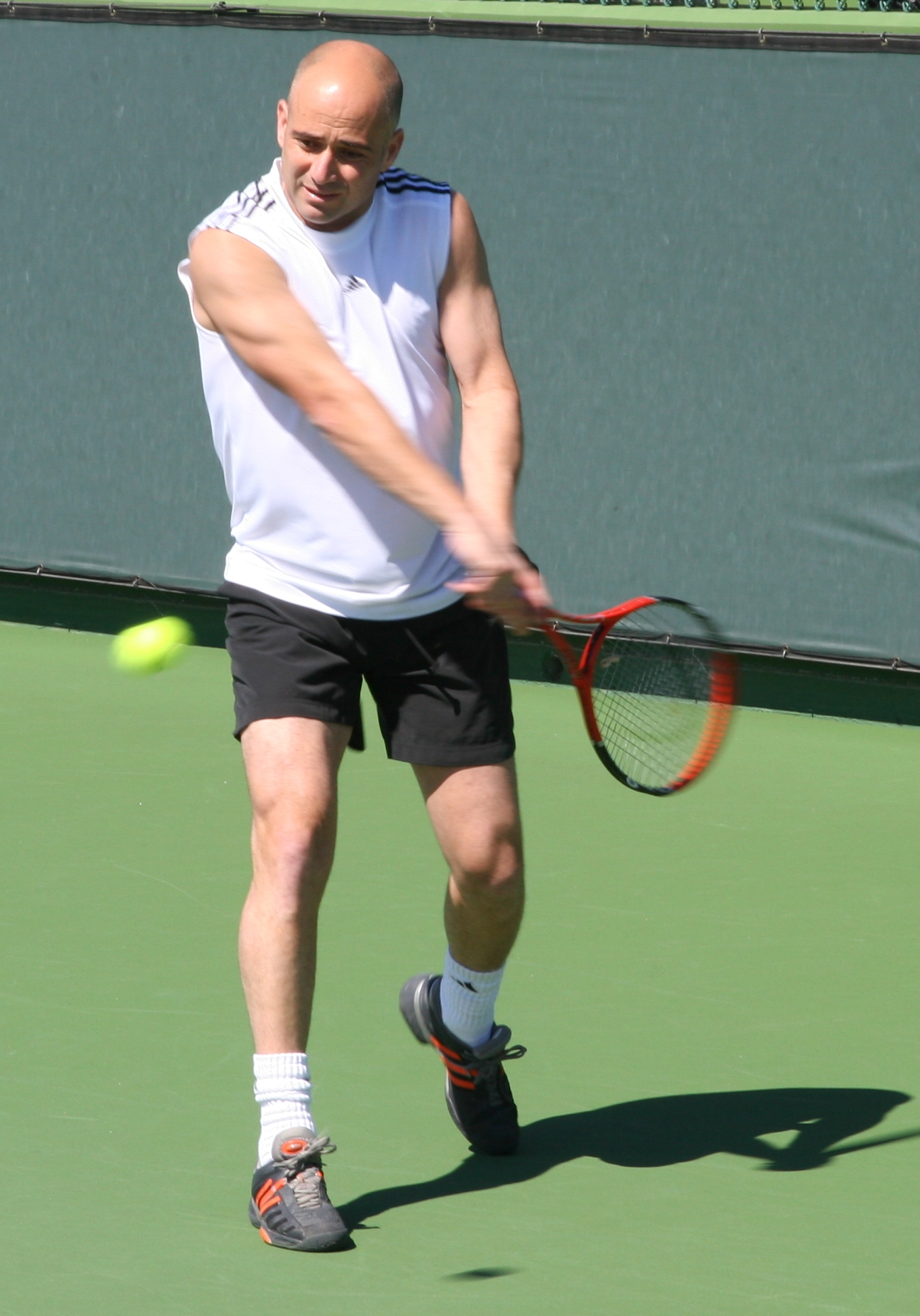
Агассі грає закритою ракеткою. Індіан-Вэллс, 2006 рік

Майк Агассі також послідовно прищеплював синові атакувальний стиль serve-and-volley, який полягав у швидких виходах до сітки. За його словами, він був дуже розчарований, коли в академії Ніка Боллетьєрі Андре, як і інших вихованців, перевчили, зробивши з нього гравця задньої лінії. Сам Майк вважав, що це зруйнувало гру його сина, але Боллетьєрі справедливо вказував, що, граючи таким способом, Андре виграє свої матчі. Ця манера гри на задній лінії залишилася в Андре до кінця кар'єри, і, на відміну від його батька, фахівці не вважали її недоліком. Навпаки, Бад Коллінз відзначає її серед сильних сторін стилю Агассі. На сайті ESPN його гру на задній лінії називають «такою, що захоплює дух», відзначаючи, що він став першим за довгий час гравцем, який переміг на Вімблдоні, граючи в такій манері.
Ще однією сильною стороною гри Агассі був бекхенд — удар закритою ракеткою. У нього незвичайний хват ракетки лівою рукою, що створює оптимальний прийом м'яча, і потужний поворот всім тілом під час удару. У 13 років він почав займатися в академії Боллетьері вже володіючи відмінним Форхендом, але тренер доклав максимум зусиль до розвитку його бекхенда і пізніше казав, що йому вдалося зробити з Андре одного з найкращих майстрів у цьому елементі гри. Дворучний бекхенд Агассі, разом з форхендом і прийомом подачі, був «частинкою» ігрового стилю, яку 1996 року журнал New Yorker вмістив у «тенісного Монстра». По суті, однак, як показує цей аналіз, згідно з яким три найважливіших елементи гри, за винятком подачі, пропонується взяти у одного гравця, в грі Агассі практично не було слабких місць. Бад Коллінз цитує слова Піта Сампраса:
|  | Коли Андре у формі, про виграш можете забути. Він практично все робить краще, ніж хтось іще.Оригінальний текст (англ.) When Andre’s on, forget it. He does practically everything better than anybody else. |

Сам Коллінз додає до переліку видатних ігрових якостей Агассі здатність передбачати удари, координацію рухів і впертість.
Попри всі таланти Агассі, його поведінка на корті і за його межами була далеко не бездоганною. Він насміхався над суперниками і сперечався з суддями. У матчі з чехом Петром Корда на Відкритому чемпіонаті США 1990 року він образив австралійця-рефері, а через деякий час плюнув у його бік. Образа лишилася непоміченою, а відвертий плювок, який міг призвести до дискваліфікації американця, він старанно представив як випадковість. У підсумку йому дали продовжити (і виграти) матч, і лише наступного дня, після перегляду запису, на нього наклали максимально можливий штраф.

## Досягнення
Професіонал з 1986 року. Виграв 60 турнірів в одиночному (в тому числі 8 турнірів Великого Шлему, 17 турнірів серії Мастерс, 1 Кубок Мастерс та 1 Олімпійські Ігри) та 1 турнір (турнір серії Мастерс) у парному розряді.
Найкращі результати на турнірах «Великого шлему»:
- Чемпіон Австралії (1995, 2000, 2001, 2003) у одиночному розряді.
- Чемпіон Вімблдону (1992) у одиночному розряді.
- Чемпіон США (1994, 1999) в одиночному розряді.
- Чемпіон Відкритого чемпіонату Франції (1999) у одиночному розряді.

Переможець Кубок Мастерс в 1990 році.
Перша ракетка світу з 10 квітня 1995 року, зберігав цей титул протягом 101 тижня (з перервами).
Чемпіон Літніх Олімпійських ігор 1996 року в одиночному розряді.
Завершив виступи у вересні 2006.
У липні 2011 Агассі було введено до Міжнародної тенісної зали слави.

## За межами корту
В перші роки професійної кар'єри Андре Агассі здобув собі репутацію плейбоя. Елементами його образу були довге волосся з фарбованими пасмами і неймовірних кольорів майки (крім нелюбові до трав'яних кортів, строгий дрес-код Вімблдону був однією з причин того, що Андре на початку кар'єри три роки поспіль пропускав це найпрестижніше тенісне змагання). Агассі, який став «обличчям» мережі McDonald's, прилюдно поглинав гамбургери, хоча це й не відповідає образові життя спортсмена. Він також представив публіці чергову модель фотокамери фірми Canon — Canon 1000D Rebel — назва якої в перекладі на українську означає «Бунтівник» і рекламним слоганом якої було «Імідж — це все». На рекламних контрактах він уже тоді заробляв більше, ніж на корті. А ще організатори турнірів платили йому значні суми тільки за саму участь, адже він був знаменитістю, яка приваблювала публіку — наприклад, вже на початку 1990 року він отримав у вигляді «гарантій» від організаторів турніру в Сан-Франциско 175 тисяч доларів — майже вшестеро більше, ніж приз за здобуту в підсумку перемогу. Ходили чутки про його романи, зокрема з аргентинською тенісною зіркою Габріелою Сабатіні і з голлівудськими акторками, однак його батько, Майк, у своїй книзі твердить, що в ці роки в житті Андре були тільки три жінки, одна з них Барбара Стрейзанд, за його словами, не більш ніж хороша подруга для Андре.
Апогеєм нетипового для спортсмена способу життя став 1993 рік. Майк Агассі згадує, що Андре після свого першого титулу на турнірах Великого шлему, здобутого на Вімблдонському турнірі 1992 року, вирішив, що заслужив на відпочинок. Він розслабився, купив літак, проводив більше часу з друзями і дозволив собі скотитися до 31-го місця в рейтингу. Саме на цей час припадає його розрив з Ніком Боллетьєрі, який не зміг витерпіти легковажне ставлення вихованця до тренувального режиму.
На цей самий час припадає і початок знайомства Андре з актрисою і моделлю Брук Шилдс, якій на той момент виповнилося 29 років. Спочатку вони листувалися факсом, а з грудня 1993 року стали з'являтися разом на людях. Попри нелюбов Майка Агассі до нової подруги сина, він вимушено визнає, що спочатку цей роман Андре пішов на користь: той скинув вагу, посилив режим тренувань і харчування і повернувся до когорти чільних тенісистів світу, закінчивши 1994 рік на другому місці в рейтингу, а наступного року вперше ставши першою ракеткою світу. Крім скинутих кілограмів, в образі Андре сталася ще одна радикальна зміна: довговолосий хлопець поголився налисо, і блискуча голена маківка відтоді стала неодмінною рисою його образу. Майк Агассі, втім, наводить і прозаїчнішу причину зміни іміджу: на той момент Андре почав лисіти, і втрачати йому було вже нічого.
У середині 90-х років було покладено початок ще одного важливого аспекту біографії Агассі — його благодійної діяльности. 1994 року він заснував Освітній фонд Андре Агассі — організацію, що декларує своєю метою розбудову публічної освіти в США за зразком власних шкіл і за допомогою впливу на політику штату і держави в цілому, яка до 2011 року зібрала для цієї мети 150 мільйонів доларів у вигляді пожертвувань (надалі фонд візьме участь у фінансуванні не лише власних освітніх проєктів Агассі, але й масштабніших починань у галузі громадської освіти). 1997 року засновано ще одну благодійну установу — лас-вегаських Клуб Андре Агассі для дівчаток і хлопчиків, який з часом став забезпечувати безкоштовним першокласним спортивним навчанням до 2000 дітей. 1995 року за свою гуманітарну діяльність Агассі одержав приз АТР «За людяність і благодійність» імені Артура Еша.
19 квітня 1997 року, за десять днів до 27-ліття Агассі, вони з Брук Шилдс одружилися. Весілля відбулося в Монтерреї (Мексика), і репортерів на нього не допустили. Вже перед весіллям у виступах Андре почалася затяжна серія невдач, що тривала до кінця року. Журналісти безпосередньо пов'язували провальну гру з шлюбом Агассі, але сам він категорично відкидав подібні висновки. Водночас його батько також натякає у своїй біографічній книзі, що Андре розривався між тенісом і Брук, яка в цей час якраз брала участь у серії нових фільмувань. Тільки після того, як він фактично отримав від дружини «благословення», він зміг зосередитися на грі. На той момент він опустився в рейтингу до 141-го місця — найнижчого з 16 років. Однак після цього, навіть коли Агассі поступово повернувся до когорти найсильніших гравців світу, їхні стосунки вже не відновилися в повному обсязі. Андре ревнував Брук до її партнерів по знімальному майданчику і в підсумку в квітні 1999 року подав заяву про розлучення.
Всього через кілька тижнів після цього Агассі зійшовся зі знаменитою німецькою тенісисткою Штеффі Граф. Андре намагався запросити Штеффі на побачення ще 1992 року, невдовзі після того, як вони обидва виграли Вімблдон, але пропозицію було зроблено через його агента, і в підсумку німкеня відповіла відмовою. Однак, до 1999 року, коли кар'єра обох тенісистів, здавалося, наближалася до кінця, вона прихильно поставилася до залицянь американця; їхній роман розпочався під час Відкритого чемпіонату Франції, який вони в підсумку також виграли, перервавши затяжні серії невдач — Андре не вигравав великих турнірів з 1996 року, а Штеффі не виграла взагалі жодного турніру з початку сезону. Граф розлучилася заради Агассі з автогонщиком Міхаелем Бартельсом, з яким зустрічалася сім років, і невдовзі після початку нового роману оголосила про майбутнє завершення професійної кар'єри.
Нарешті, в серпні 2001 року зроблено подвійне оголошення: про майбутні весілля і народження сина. Агассі, чий статок оцінювався на той момент у 200 мільйонів доларів, придбав для нареченої віллу в Сан-Франциско вартістю понад десять відсотків від цієї суми. Весілля відбулося 22 жовтня 2001 року в Лас-Вегасі, а лише через п'ять днів після цього, за три тижні до очікуваного терміну, Штеффі народила сина. Хлопчика назвали Джейден Гіл — друге ім'я він дістав на честь тренера Андре з фізичної підготовки Гіла Реєса.
2001 року відбулася ще одна важлива подія в житті Андре: під егідою Фонду Андре Агассі засновано Академію підготовки до коледжу Андре Агассі — публічну школу з безкоштовним навчанням, розташовану в найнеблагополучнішому районі Лас-Вегаса. До кінця першого десятиліття нового століття кількість учнів школи (різного віку — від дитячого садка до 12-го класу) досягла 650 осіб. Учні приходять із сімей з підвищеним рівнем соціального ризику й здобувають якісну освіту — у 2009, 2010 і 2011 роках 100 % випускників академії вступили у вищі навчальні заклади.
3 жовтня 2003 року в родині Андре і Штеффі з'явилася друга дитина — цього разу дівчинка, яку назвали Джаз Еллі. Через рік журнал Forbes помістив Агассі, який заробив сотні мільйонів доларів не лише на корті, але й завдяки рекламним контрактам з такими фірмами, як Nike, Adidas, Head, Estée Lauder Companies і American Express, та отримав п'ять мільйонів тільки за ексклюзивні права на публікацію його біографії, на сьоме місце в списку найвисокооплачуваніших спортсменів. Високі доходи він вкладав у бізнес, зокрема, ставши на паях з Монікою Селеш власником мережі All Stars Cafe.

## Після завершення професійної кар'єри
Після завершення професійної ігрової кар'єри Агассі й далі живе з родиною в Лас-Вегасі і займається бізнесом; до складу їх з дружиною фінансової імперії входять такі види послуг, як будівництво і торгівля нерухомістю, ресторанний і готельний бізнес, мережі спортивних і нічних клубів. Не забувають про нього і рекламодавці — наприклад, 2007 року він став рекламним обличчям («посланцем елегантности») елітарної годинникової компанії Longines, а через рік до нього в цій ролі долучилася Штеффі.
Важливу роль відіграє участь Агассі в різних благодійних проєктах, таких як боротьба зі СНІДом, підтримка фонду медичних досліджень, що займається вивченням причин ракових захворювань, і програма «Глобальна ініціатива». 2009 року до вже чинних благодійних проєктів Агассі додався ще один. Разом з іншими знаменитими спортсменами (серед яких Мухаммед Алі, Ленс Армстронг, Джефф Гордон, Джекі Джойнер-Керсі, Маріо Лем'є, Алонзо Морнінг, Тоні Гок, Міа Гемм і ще одна тенісистка — Андреа Єйгер) він заснував організацію «Спортсмени за надію» (англ. Athletes for Hope), спільна мета якої — сприяти «закріпленню і передачі новим поколінням ідеалів спортивної філантропії». 2011 року повідомлено, що Освітня фундація Андре Агассі спільно з фінансовими корпораціями Citigroup та Intel дала старт проєкту з будівництва будівель для 75 нових чартерних шкіл (тип шкіл, лише частково фінансованих і регульованих державою) упродовж чотирьох років. Вартість нового проєкту — 750 мільйонів доларів; бувши спрямованим на загальносуспільні потреби, він, проте, не є благодійним і повинен принести прибуток інвесторам.

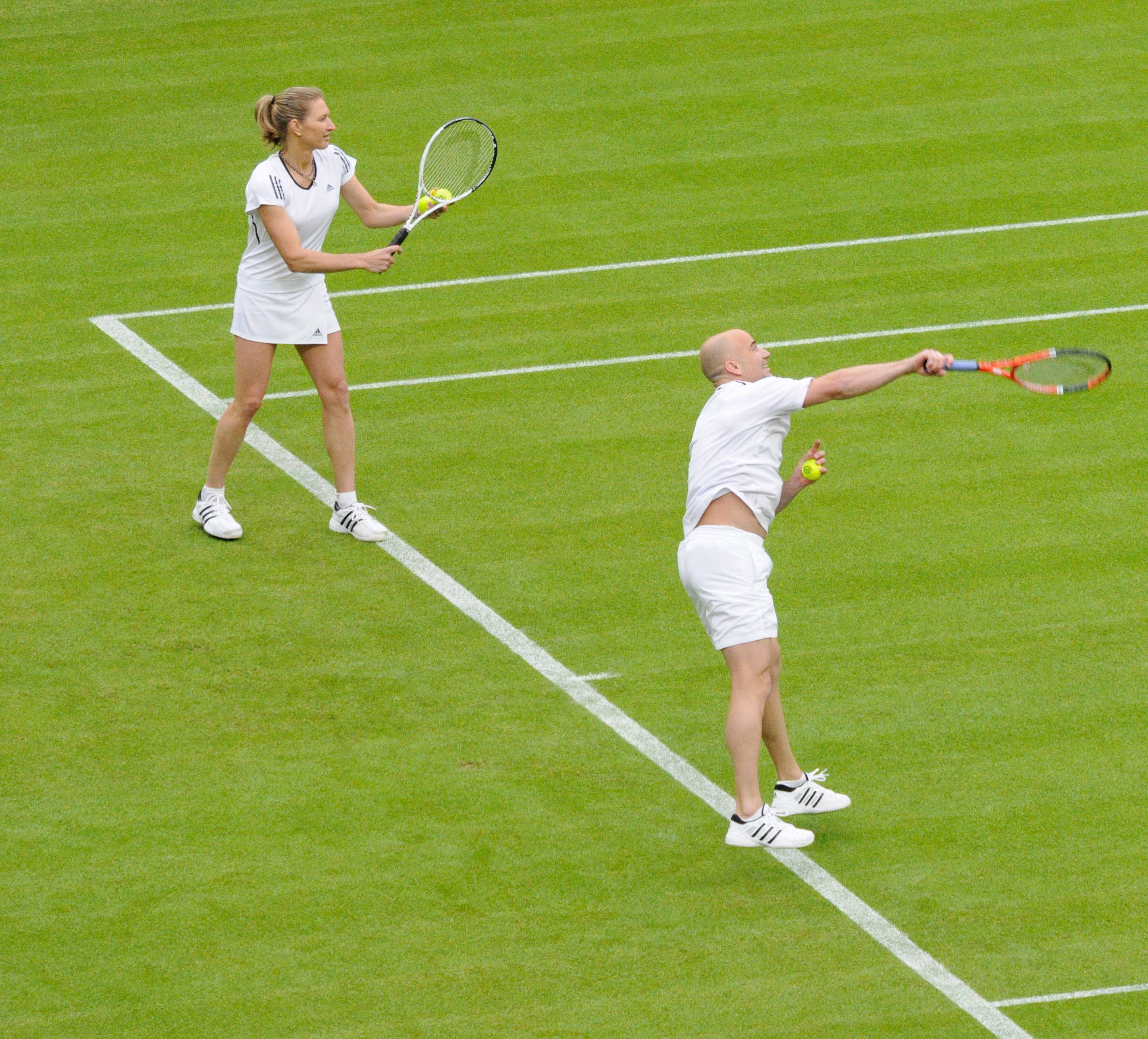
Штеффі Граф і Агассі у показовому матчі на кортах Вімблдону, 2009 рік

У 2009 році Агассі опинився в центрі скандалу. На світ з'явилася його книга «Відверто: Автобіографія» (англ. Open: An Autobiography) (видана в Україні у 2019 році видавництвом "Наш формат" під назвою «ВІДКРИТИЙ. АВТОБІОГРАФІЯ» ISBN 978-617-7682-54-6), на сторінках якої він зробив сенсаційну заяву про те, що 1997 року приймав наркотичний засіб метамфетамін і обдурив ATP після того, який провалив допінг-тест, заявивши, що випадково випив води з наркотиком з пляшки свого асистента. При цьому, за твердженнями американця, прийом наркотиків був викликаний проблемами в особистому житті, а не бажанням підвищити спортивні результати. ВАДА попросила Асоціацію тенісистів-професіоналів (АТР) провести розслідування щодо заяви Агассі. Однак, АТР оголосила, що розслідування не буде, оскільки Агассі вже не бере участи в змаганнях АТР-туру. Визнання Агассі викликало хвилю критики: зокрема, Марат Сафін, інша колишня перша ракетка світу, заявив, що той повинен відмовитися від усіх титулів. З критичними заявами виступили також Роджер Федерер, Рафаель Надаль, Мартіна Навратілова; Агассі відповів критикам проханням спочатку прочитати книгу і лише потім засуджувати його. При цьому реакція не була однозначно негативною: на захист Андре виступили зокрема такі знамениті тенісисти, як Джон Ньюкомб, який підкреслив, що прийом метамфетаміну веде не до покращення, а до зниження спортивних результатів, і Євген Кафельников. Підтримав Агассі й відомий тенісний коментатор Бад Коллінз, який висловив захоплення чесним визнанням і заявив, що спортсмен, який став провідним філантропом, заслуговує на поблажливість.
Подальші події показали, що зроблені в автобіографії визнання не зіпсували репутацію знаменитого тенісиста. 2011 року ім'я Андре Агассі занесено до списків Міжнародної тенісної зали слави (зі Штеффі Граф вони залишалися єдиною подружньою парою у списках Зали слави, поки 2014 року в них не з'явилося ім'я спортивного журналіста Джона Барретта, чия дружина Анджела Мортімер вже в них значилася). Того самого року Агассі став лауреатом премії фонду Garden of Dreams, яку з 2009 року вручають раз на рік людині, що протягом довгого часу активно допомагає дітям з груп високого соціального ризику. 2012 року його ім'я занесено до списків Зали слави Відкритого чемпіонату США.
Андре все ще періодично виходить на корт у показових матчах, часто разом зі Штеффі Граф, і їхні виступи продовжують викликати інтерес публіки, збираючи трибуни на Вімблдоні і в «Медісон-сквер-гарден». Останніми роками серед суперників Агассі в таких матчах були Тім Генман, Піт Сампрас і Горан Іванишевич, а в змішаних парах — також Кім Клейстерс і Мартіна Хінгіс. За словами його молодого співвітчизника, дворазового переможця турнірів Великого шлему в парних розрядах Джека Сока, Агассі й через шість років після закінчення професійної кар'єри має чудовий бекхенд. 2017 року Новак Джокович, колишній лідер рейтингу АТР, який переживає серйозний спад у грі, запросив Агассі бути тренером на час проведення Відкритого чемпіонату Франції та підготовки до Вімблдонського турніру.

## Загальна статистика

### Досягнення в одиночних змаганнях
| W | Ф | ПФ | ЧФ | #Р | КТ | К# | DNQ | A | NH |

| Турнір                                 | 1986                   | 1987                   | 1988                   | 1989                   | 1990                   | 1991                   | 1992                   | 1993                   | 1994                   | 1995                   | 1996                   | 1997                   | 1998                   | 1999                   | 2000                   | 2001                   | 2002                   | 2003                   | 2004                   | 2005                   | 2006                   | SR                     | В-П                    |
| Турніри Великого шлему                 | Турніри Великого шлему | Турніри Великого шлему | Турніри Великого шлему | Турніри Великого шлему | Турніри Великого шлему | Турніри Великого шлему | Турніри Великого шлему | Турніри Великого шлему | Турніри Великого шлему | Турніри Великого шлему | Турніри Великого шлему | Турніри Великого шлему | Турніри Великого шлему | Турніри Великого шлему | Турніри Великого шлему | Турніри Великого шлему | Турніри Великого шлему | Турніри Великого шлему | Турніри Великого шлему | Турніри Великого шлему | Турніри Великого шлему | Турніри Великого шлему | Турніри Великого шлему |
| -------------------------------------- | ---------------------- | ---------------------- | ---------------------- | ---------------------- | ---------------------- | ---------------------- | ---------------------- | ---------------------- | ---------------------- | ---------------------- | ---------------------- | ---------------------- | ---------------------- | ---------------------- | ---------------------- | ---------------------- | ---------------------- | ---------------------- | ---------------------- | ---------------------- | ---------------------- | ---------------------- | ---------------------- |
| Відкритий чемпіонат Австралії з тенісу | NH                     |                        |                        |                        |                        |                        |                        |                        |                        | 1995                   | ПФ                     |                        | 4р                     | 4р                     | 2000                   | 2001                   |                        | 2003                   | ПФ                     | ЧФ                     |                        | 4 / 9                  | 48–5                   |
| Відкритий чемпіонат Франції з тенісу   |                        | 2р                     | ПФ                     | 3р                     | Ф                      | Ф                      | ПФ                     |                        | 2р                     | ЧФ                     | 2р                     |                        | 1р                     | 1999                   | 2р                     | ЧФ                     | ЧФ                     | ЧФ                     | 1р                     | 1р                     |                        | 1 / 17                 | 51–16                  |
| Вімблдонський турнір                   |                        | 1р                     |                        |                        |                        | ЧФ                     | 1992                   | ЧФ                     | 4р                     | ПФ                     | 1р                     |                        | 2р                     | Ф                      | ПФ                     | ПФ                     | 2р                     | 4р                     |                        |                        | 3р                     | 1 / 14                 | 46–13                  |
| Відкритий чемпіонат США з тенісу       | 1р                     | 1р                     | ПФ                     | ПФ                     | Ф                      | 1р                     | ЧФ                     | 1р                     | 1994                   | Ф                      | ПФ                     | 4р                     | 4р                     | 1999                   | 2р                     | ЧФ                     | Ф                      | ПФ                     | ЧФ                     | Ф                      | 3р                     | 2 / 21                 | 79–19                  |
| Чемпіонати закінчення сезону           |                        |                        |                        |                        |                        |                        |                        |                        |                        |                        |                        |                        |                        |                        |                        |                        |                        |                        |                        |                        |                        |                        |                        |
| Фінал ATP                              | DNQ                    | DNQ                    | RR                     | RR                     | П                      | ПФ                     | DNQ                    | DNQ                    | ПФ                     |                        | RR                     | DNQ                    | RR                     | Ф                      | Ф                      | RR                     | RR                     | Ф                      |                        | RR                     | RET                    | 1 / 13                 | 22–20                  |
| Рейтинг на кінець року                 | 91                     | 25                     | 3                      | 7                      | 4                      | 10                     | 9                      | 24                     | 2                      | 2                      | 8                      | 110                    | 6                      | 1                      | 6                      | 3                      | 2                      | 4                      | 8                      | 7                      | 150                    | $31,152,975            | $31,152,975            |

### Фінали турнірів Великого шлему (8–7)
Вигравши Відкритий чемпіонат Франції з тенісу 1999, Агассі виконав кар'єрний Великий шлем. Він 5-й за ліком із 8-ми гравців, що досягнули цього (після Дона Баджа, Фреда Перрі, Рода Лейвера, Роя Емерсона, і перед Роджером Федерером, Рафаелем Надалем і Новаком Джоковичем).
| Результат | Рік  | Турнір                           | Покриття | Суперник          | Рахунок                           |
| --------- | ---- | -------------------------------- | -------- | ----------------- | --------------------------------- |
| Поразка   | 1990 | Відкритий чемпіонат Франції      | Ґрунт    | Андрес Гомес      | 3–6, 6–2, 4–6, 4–6                |
| Поразка   | 1990 | Відкритий чемпіонат США з тенісу | Тверде   | Піт Сампрас       | 4–6, 3–6, 2–6                     |
| Поразка   | 1991 | Відкритий чемпіонат Франції      | Ґрунт    | Джим Кур'є        | 6–3, 4–6, 6–2, 1–6, 4–6           |
| Перемога  | 1992 | Вімблдонський турнір             | Трава    | Горан Іванишевич  | 6–7(8–10), 6–4, 6–4, 1–6, 6–4     |
| Перемога  | 1994 | Відкритий чемпіонат США          | Тверде   | Міхаель Штіх      | 6–1, 7–6(7–5), 7–5                |
| Перемога  | 1995 | Відкритий чемпіонат Австралії    | Тверде   | Піт Сампрас       | 4–6, 6–1, 7–6(8–6), 6–4           |
| Поразка   | 1995 | Відкритий чемпіонат США          | Тверде   | Піт Сампрас       | 4–6, 3–6, 6–4, 5–7                |
| Перемога  | 1999 | Відкритий чемпіонат Франції      | Ґрунт    | Андрій Медведєв   | 1–6, 2–6, 6–4, 6–3, 6–4           |
| Поразка   | 1999 | Вімблдонський турнір             | Трава    | Піт Сампрас       | 3–6, 4–6, 5–7                     |
| Перемога  | 1999 | Відкритий чемпіонат США          | Тверде   | Тодд Мартін       | 6–4, 6–7(5–7), 6–7(2–7), 6–3, 6–2 |
| Перемога  | 2000 | Відкритий чемпіонат Австралії    | Тверде   | Євген Кафельников | 3–6, 6–3, 6–2, 6–4                |
| Перемога  | 2001 | Відкритий чемпіонат Австралії    | Тверде   | Арно Клеман       | 6–4, 6–2, 6–2                     |
| Поразка   | 2002 | Відкритий чемпіонат США          | Тверде   | Піт Сампрас       | 3–6, 4–6, 7–5, 4–6                |
| Перемога  | 2003 | Відкритий чемпіонат Австралії    | Тверде   | Райнер Шуттлер    | 6–2, 6–2, 6–1                     |
| Поразка   | 2005 | Відкритий чемпіонат США          | Тверде   | Роджер Федерер    | 3–6, 6–2, 6–7(1–7), 1–6           |

#### Рекорди за відкриту еру
| Проміжок часу                                                         | Вибрані рекорди на турнірах Великого шлему                     | З ким ділить                                                                              |
| --------------------------------------------------------------------- | -------------------------------------------------------------- | ----------------------------------------------------------------------------------------- |
| 1990 ЗТС – Відкритий чемпіонат Франції з тенісу 1999                  | Кар'єрний "суперслем"                                          | Одноосібно                                                                                |
| Вімблдонський турнір 1992 – Відкритий чемпіонат Франції 1999          | Кар'єрний золотий шлем                                         | Рафаель Надаль                                                                            |
| Вімблдонський турнір 1992 – Відкритий чемпіонат Франції з тенісу 1999 | Кар'єрний Великий шлем                                         | - Род Лейвер - Роджер Федерер - Рафаель Надаль - Новак Джокович                           |
| Відкритий чемпіонат Франції з тенісу 1999                             | Виграв фінал турніру Великого шлему поступаючись двома сетами. | - Б'єрн Борг - Іван Лендл - Гастон Гаудіо - Домінік Тім - Новак Джокович - Рафаель Надаль |

| Турніри Великого шлему        | Часовий проміжок | Рекорди на окремих турнірах Великого шлему                | З ким ділить                                                    |
| ----------------------------- | ---------------- | --------------------------------------------------------- | --------------------------------------------------------------- |
| Відкритий чемпіонат Австралії | 1995             | Виграш турніру з першої спроби                            | - Джиммі Коннорс - Роско Теннер - Вітас Ґерулайтіс - Йохан Крік |
| Відкритий чемпіонат Австралії | 2003             | 71,6% (121–48) відсоток виграних геймів на одному турнірі | Одноосібно                                                      |
| Відкритий чемпіонат США       | 1986–2006        | 21 поспіль зіграний турнір                                | Одноосібно                                                      |

| Проміжок часу | Інші вибрані рекорди                                               | З ким ділить                                  |
| ------------- | ------------------------------------------------------------------ | --------------------------------------------- |
| 1990– 2003    | 6 титулів Відкритого чемпіонату Маямі з тенісу                     | Новак Джокович                                |
| 2001– 2003    | 3 поспіль титули Відкритого чемпіонату Маямі з тенісу              | Новак Джокович                                |
| 1990– 2003    | 8 фіналів Відкритого чемпіонату Маямі з тенісу                     | Одноосібно                                    |
| 1988– 2005    | 61 виграний матч на Відкритому чемпіонаті Маямі з тенісу           | Одноосібно                                    |
| 2001– 2004    | 19 поспіль виграних матчів на Відкритому чемпіонаті Маямі з тенісу | Одноосібно                                    |
| 1990– 1999    | 5 титулів Washington Open                                          | Одноосібно                                    |
| 1993– 2002    | 4 титули Los Angeles Open                                          | - Джиммі Коннорс - Рой Емерсон - Френк Паркер |

## Нотатки
1. ↑  Скорочення для "Фінал ATP".
2. ↑  "Кар'єрний суперслем" означає перемоги в одиночному розряді на всіх чотирьох турнірах Великого шлему, Фіналі ATP та Олімпійських іграх.